# Тарас Шевченко. Заповіт (телесеріал, 1992)
«Тарас Шевченко. Заповіт» — український історичний кіносеріал 1992—2005 рр. кіностудії ім. О. Довженка, що розповідає про життя і творчість Великого Кобзаря — Тараса Шевченка.
Безпрецедентний за масштабом, сюжетними колізіями, кількістю історичних персонажів і подій, 12-серійний кіносеріал про життя і творчість Тараса Шевченка. Вперше на екрані детальна біографія життя і творчості Тараса Шевченка, без фальсифікацій, у повному висвітленні.
При створенні серіалу використано документальні матеріали, кадри кінокласики та ігрові епізоди.
Виробництво: Національна кіностудія художніх фільмів імені Олександра Довженка, Всеукраїнське товариство «Просвіта» імені Тараса Шевченка, Науково-методичний центр Міністерства освіти України, за участю Українського фонду культури і Державної телерадіокомпанії України.

## Актори
- Богдан Ступка — Ведучий
- Попадюк Ярослав — молодий Тарас Шевченко
- Кульбачний Андрій — Тарас в дитинстві
- Тарас Денисенко — Тарас Шевченко
- Олег Примогенов — Карл Брюллов
- Юрій Рудченко — Жуковський
- Олександр Биструшкін — Микола І
- Геннадій Євдокимов — Сошенко
- Олег Мельник — Мокрицький
- Микола Олійник — Ширяєв
- Раїса Недашківська — Софія Енгельгарт
- Юрій Мисенков — Павло Енгельгарт
- Станіслав Молганов — Венеціанов
- Олег Замятін — Гребінка
- Богдан Бенюк — Прокопович
- Микола Бабенко — Григорович
- Антін Мухарський — Гудима
- Костянтин Шафоренко — Кукольник
- Юрій Потапенко — Василь Штернберг
- Віктор Степаненко — Слуга; селянин Каленик
- Олена Петрова-Тищинська — Государиня
- Дмитро Базай — Микита Шевченко
- Олексій Дронніков — дід Іван
- Світлана Штанько — Марійка
- Тетяна Ткаченко — Катерина
- Людмила Кузьмина — Ярина
- Петро Марусик — Федір
- Ніна Набока — дружина Микити
- Анатолій Барчук — Григорій Тарновський
- Світлана Прус — Ганна Закревська
- Олександр Мельник — Віктор Закревський
- Олександр Пархоменко — Платон Закревський
- Сергій Лабузько — Яків де Бальмен
- Ярослав Гаврилюк — Олексій Капніст
- Віктор Ліщинський — Афанасьєв-Чужбинський
- Віталій Степанець — Віктор Забіла
- Олена Єременко — Софія Закревська
- Валентина Салтовська — Тетяна Вільхівська
- Сергій Сібель — Платон Лукашевич
- Леонід Бондарчук — Петро Прокопович
- Олег Волоткевич — Пантелеймон Куліш
- Володимир Нероденко — Квітка-Основ'яненко
- Борис Савченко — Яків Кухаренко
- Юрій Критенко — Михайло Щепкін
- Олег Беспалий — Осип Бодянський
- Тимофій Скрипник — Микола Костомаров
- Марія Шрайбман — Федося Кошиць
- Анатолій Песков — Лисенков
- Віктор Гресь — Петро Селецький
- Галина Стефанова — Варвара Рєпніна
- Наталія Наум — Княгиня Рєпніна
- Анатолій Мокренко — Князь Рєпнін
- Василь Мазур — Василь Рєпнін
- Ірина Кихтьова — мадемуазель Рекордон
- Лідія Бойко — попадя
- Тарас Постніков — Василь Білозерський
- Жанна Лабунська — Государиня
- Валерій Почепня — Дубельт
- Костянтин Лінартович — Андрій Козачковський
- Анатолій Ященко — Микола Гулак
- Геннадій Казнадій — Юрій Андрузьський
- Оксана Темненко — Глафіра Псьол
- Ольга Кипніс — Олександра Псьол
- Могілевська Марина Олегівна — Дзюня Гусаківська
- М. Слабошпицький — Сенчило-Стефановський
- Ірина Поплавська — Княжна Рєпніна
- Ірина Буніна — Княгиня Рєпніна
- Іван Вовк — Юзефович
- Юрій Гребельник — жандарм
- Ігор Назаров — Малешкін
- Олена Єременко Єфрозина — Петрова
- Андрій Баранов — Микола Костомаров
- В'ячеслав Довженко — Пантелеймон Куліш
- Валерій Легін — Савич
- Дмитро Тодорюк — Андрузький
- Кирило Чернявський — Василь Білозерський
- Віктор Степаненко — Посяда
- Володимир Осадчий — Маркович
- Олександр Красько — Навроцький
- Ірина Небесенко — Ганна
- Дмитро Суржиков — Тарас Шевченко
- Іван Розін — Петров
- Станіслав Боклан — генерал Дубельт
- Сергій Романюк — слідчий
- Олексій Колесник — Фундуклій
- Євген Нищук — царевич Олександр
- Алевтина Рум'янцева — дружина солдата
- В епізодах: С. Болдя, М. Бурак, В. Гармата, Олена Ілленко, Х. Клименко, Йосип Найдук, В. Опанасюк, О. Постоюк, Н. Шестеренко, В. Полікарпов, С. Клименко, О. Шевченко, Станіслав Усенко, М. Микитенко, Д. Вакуленко, О. Козило, В. Аністратенко, Л. Білан, Белина Олександр Олексійович, Петро Бенюк, Олександр Герелес, Олена Кушніренко, Валентина Масенко, Олена Семенюк, Василь Литвин та ін.

## Знімальна група
- Режисер-постановник: Станіслав Клименко
- Сценаристи: Іван Дзюба, Павло Мовчан, Борис Олійник, Станіслав Клименко
- Оператори-постановники: Валерій Чумак (1—6, 9 с), Михайло Мураткін (7—11 с), Володимир Гутовський (7—9 с), Віктор Політов (7—9 с)
- Художник-постановник: Микола Поштаренко
- Комбіновані зйомки: оператор — Микола Шабаєв, художник — Михайло Полунін
- Композитори: Михайло Старицький (1—9 с), Володимир Гронський (10—11 с)
- Звукооператори: Георгій Салов (1—9 с), Віктор Лукаш (10—11 с)
- Художник по костюмах: Алла Шестеренко (1—9 с), Наталя Турсеніна (художник-костюмер, 10—11 с)
- Художники-гримери: Василь Гаркавий (1—6 с), Лариса Сапанович (1—6 с), Лідія Бойко (7—9 с), Анна Лукашенко (10—11 с)
- Головні консультанти: Василь Бородін (1—9 с), Сергій Гальченко (10—11 с)
- Монтажери: Інна Басніна (1—6 с), Римма Дорошко (1—9 с), Сергій Дерій (10—11 с), Олександр Антонченко (10—11 с)
- Режисери: Ігор Гусак (1—6 с), Станіслав Усенко (7—9), Віктор Іваницький (10—11 с), Тетяна Мороз (10—11 с)
- Асистенти режисера: Мирослав Слабошпицький (7, 8 с), Людмила Білан (7, 8 с)
- Редактори: Лариса Єфремова (1—6 с), Ірина Гуляєва (7—9 с), Олександр Кучерявий (10—11 с)
- Оператори: Валентин Пономарьов (1—6 с), Максим Чеблін (7—9 с)
- Пісні на слова Григорія Сковороди у виконанні Богдана Бенюка, Василя Мазура, Петра Приступова
- Директори картини: Леонід Перерва (1—9 с), Тетяна Богач (10—11 с), Ніна Турчина (10—11 с)

## Список серій

Тарас Шевченко. Заповіт.

### Частина перша (1992)
1. Давно те діялось колись…

2. Мені тринадцятий минало…

3. У Вільні, городі преславнім…

### Частина друга (1994)
4. І виріс я на чужині…

5. На розпуттях велелюдних…

6. Там ніч, як день…

### Частина третя (1997)
7. На сій окраденій землі…

7. На сій окраденій землі… (продовження)

8. Душа з призначенням прекрасним…

8. Душа з призначенням прекрасним… (продовження)

9. Доле, де ти?

9. Доле, де ти? (продовження)

2005 

10. Братство 

11. Братство (продовження)

## Завершення зйомок
У 2012 році Всеукраїнське товариство «Просвіта» ім. Тараса Шевченка, яке брало участь у зйомках попередніх серій, звернулося до Президента України про сприяння у завершенні створення цього 12-серійного художнього фільму. Незабаром з'явився Указ Президента № 257/2012 «Про додаткові заходи з підготовки та відзначення 200-річчя від дня народження Тараса Шевченка» та Розпорядження Кабінету Міністрів України № 136-р від 4.03.2013 року «Деякі питання підготовки та відзначення 200-річчя від дня народження Т. Г. Шевченка та 150-річчя від дня його перепоховання», де одним із пунктів було «завершення створення художньо-просвітницького серіалу про життя і творчість Т. Г. Шевченка». Автори фільму, — Лауреати Шевченківської премії Іван Дзюба, Борис Олійник, Павло Мовчан та режисери, Лауреат Шевченківської премії Леонід Мужук, Лауреат Міжнародної кінопремії Дмитро Ломачук, доручили зйомки Об'єднанню кінематографістів «КІНОЛОГОС».